# Alex Hirsch

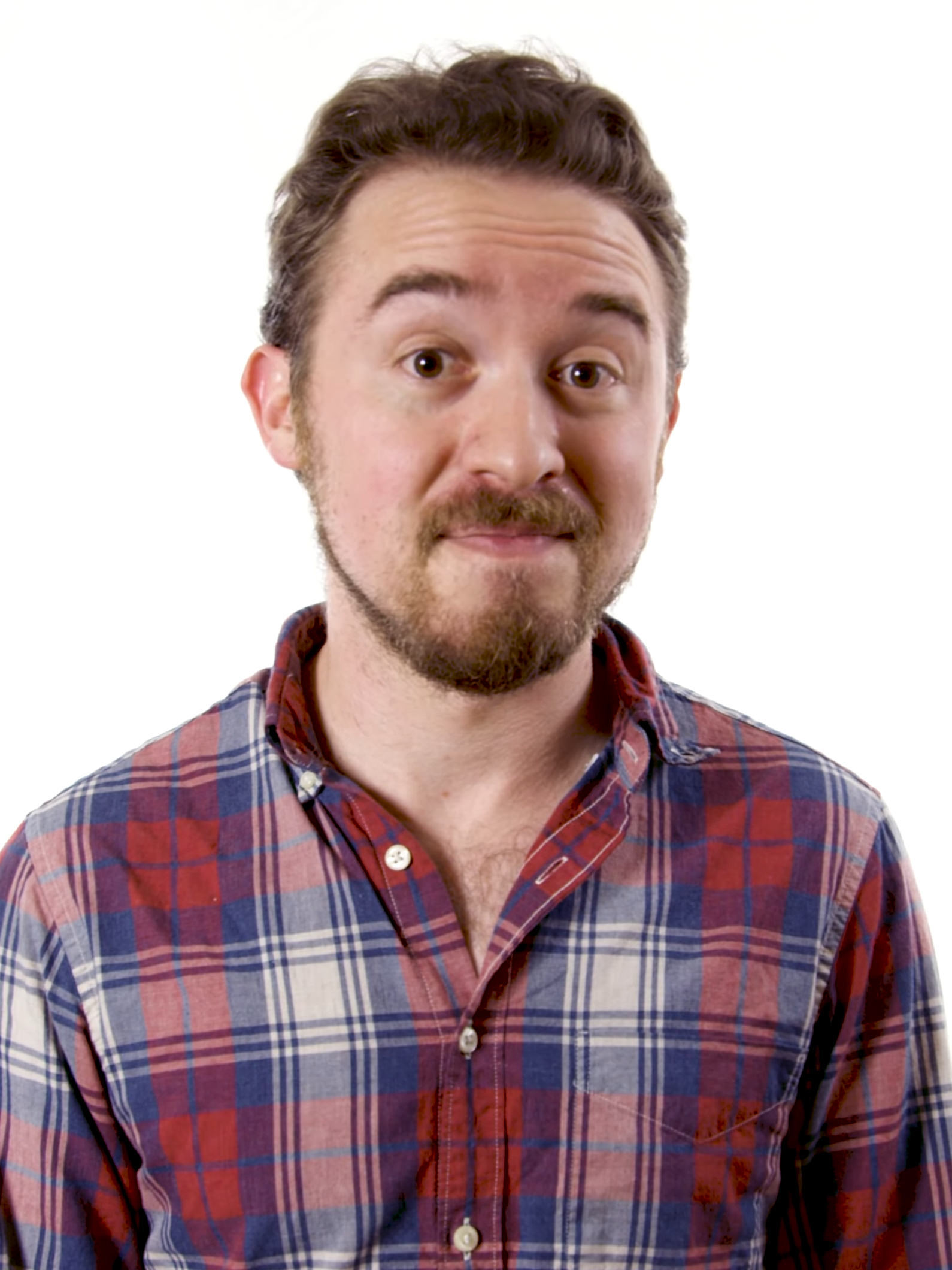
Alex Hirsch, 2018

Alexander Robert „Alex“ Hirsch (* 18. Juni 1985 in Piedmont, Kalifornien) ist ein US-amerikanischer Cartoonist, Regisseur, Filmproduzent, Synchronsprecher, Art Director und Drehbuchautor. Er erfand die Zeichentrickserie Willkommen in Gravity Falls.

## Leben

Alex Hirsch, 2013

Hirsch erfand die Serie Willkommen in Gravity Falls für den Disney Channel. Er spricht in der Serie die Stimmen von Gronkel Stan, Alterchen McGucket, Bill Cipher, Soos und weiteren kleinen Nebenrollen. Hirsch fing an als Autor und Storyboardzeichner für die Serie The Marvelous Misadventures of Flapjack, dort arbeitete er zusammen mit seinen befreundeten Animatoren J. G. Quintel und Pendleton Ward.
Hirsch wurde später Autor, Storyboardzeichner und kreativer Berater für die Zeichentrickserie Der Fisch-Club, die er ebenfalls mit Maxwell Atoms fürs Fernsehen kreierte. Er porträtierte dafür Clamantha, ihren Vater, Fumble, einen von der Fischpolizei und ein Ferret. 2013 stellte Hirsch die Stimme von Officer Concord the Juice Time Juice Box Flavor Cop in der Folge Trilogie des Terrors von Phineas und Ferb im Disney Channel.

## Filmografie

### Spielfilme
- 2006: Off the Wall (Kurzfilm)
- 2021: Die Mitchells gegen die Maschinen (The Mitchells vs. the Machines)

### Fernsehserien
- 2008–2009: The Marvelous Misadventures of Flapjack
- 2010–2014: Der Fisch-Club (Fish Hooks)
- 2013–2015: Phineas und Ferb (Phineas and Ferb)
- 2012–2016: Willkommen in Gravity Falls (Gravity Falls)
- 2020: Amphibia
- 2020–2023: Willkommen im Haus der Eulen (The Owl House)
- 2021–2022: Inside Job[1]

### Videospiele
- 2014: Disney Infinity 2.0: Marvel Super Heroes
- 2015: Disney Infinity 3.0
- 2015: Willkommen in Gravity Falls: Die Legende der Zwergenjuwulette
- 2022: The Stanley Parable: Ultra Deluxe[2]